# Czarodziejski kwiat
Czarodziejski kwiat / Zaczarowany kwiat (ros. Каменный цветок) – radziecki film fabularny z gatunku baśni filmowej z 1946 roku w reżyserii Aleksandra Ptuszko. Ekranizacja uralskich bajek Pawła Bażowa Kamiennyj cwietok i Gornyj mastier

## Obsada
- Władimir Drużnikow
- Tamara Makarowa
- Michaił Trojanowski
- Michaił Janszyn